# USLE
USLE es el acrónimo para Universal Soil Loss Equation, es decir, Ecuación Universal de Pérdida de Suelo. Esta ecuación se desarrolló en EE. UU. a hacia 1930 por el Servicio de Conservación de Suelos del Departamento de Agricultura de EE. UU. (USDA SCS; actualmente Natural Resources Conservation Service, NRCS), si bien parece ser que la primera publicación de la USLE completa no llegó hasta 1965.

## Formulación
La USLE expresa el promedio de las pérdidas anuales de suelo a largo plazo (en toneladas métricas por hectárea y año, t/ha/año), y por tanto no es válida para un año concreto ni para un evento particular.
La ecuación es la siguiente:
{\displaystyle A=RKLSCP}
Donde:
- A es la pérdida de suelo por unidad de superficie, medida en toneladas métricas por unidad de superficie (t/ha).
- R es el factor erosividad de la lluvia; es el producto acumulado para el período de interés (normalmente un año), con cierta probabilidad de ocurrencia (normalmente 50% o promedio), de la energía cinética por la máxima intensidad en 30 minutos de las lluvias. Sus unidades son (MJ/ha×año) (mm/h)/10, pero suelen simplificarse a energía cinética por unidad de superficie (J/ha).
- K es el factor erosionabilidad del suelo; es la cantidad promedio de suelo perdido por unidad del factor erosividad de la lluvia (Mg/J), cuando el suelo en cuestión es mantenido permanentemente desnudo, con laboreo secundario a favor de una pendiente del 9% de gradiente y 22,1 m de longitud.
- L (adimensional) es el factor longitud de la pendiente; la relación entre la pérdida de suelo con una longitud de pendiente dada y la que ocurre en 22,1 m de longitud, a igualdad de los demás factores.
- S (adimensional) es el factor gradiente de la pendiente; la relación entre la pérdida de suelo con un determinado gradiente y el estándar de 9 %, a igualdad de los demás factores.
- C (adimensional) es el uso y gestión de suelos; es la relación de pérdidas por erosión entre un suelo con un determinado sistema de uso y gestión (rotación de cultivos, uso de los mismos, laboreo, productividad, gestión de residuos, etc.) y el mismo suelo puesto en las condiciones en que se definió K, a igualdad de los demás factores.
- P (adimensional) es el factor práctica mecánica de apoyo; la relación entre la pérdida de suelo con determinada mecánica (laboreo en contorno, en fajas, terrazas, etc.) y la que ocurre con laboreo a favor de la pendiente, a igualdad de los demás factores.

## Variantes de la USLE

### RUSLE
La RUSLE (USLE revisada) tiene el mismo propósito que la USLE y se formula igual pero incorpora importantes diferencias en la manera de estimar cada uno de los parámetros, así para el factor {\displaystyle R} se incorporan nuevos mapas de isolíneas para el índice de erosionabilidad; {\displaystyle K} incorpora aspectos relacionados con procesos de heladas; {\displaystyle LS} se estiman según nuevas fórmulas; {\displaystyle C} incluye nuevos sub-factores y {\displaystyle P} incluye nuevas consideraciones de prácticas agrícolas.

### MUSLE
La MUSLE (USLE modificada) se formula de manera diferente a la USLE pues su propósito difiere de forma sustancial: ya no se trata de hacer una estimación promediada a largo plazo, sino de calcular el aporte de sedimento para un evento singular. Su expresión es la siguiente:
{\displaystyle Y=11,8(Q*qp)^{0.56}KCPLS}
Donde:
- Y es la cantidad de sedimentos que se producen durante una tormenta singular (en toneladas métricas, t);
- Q es el volumen de escorrentía ({\displaystyle m^{3}});
- qp es el caudal instantáneo máximo ({\displaystyle m^{3}/s}).

y el resto de factores son los mismos que para la USLE.